# ب‌ام‌و ام۶

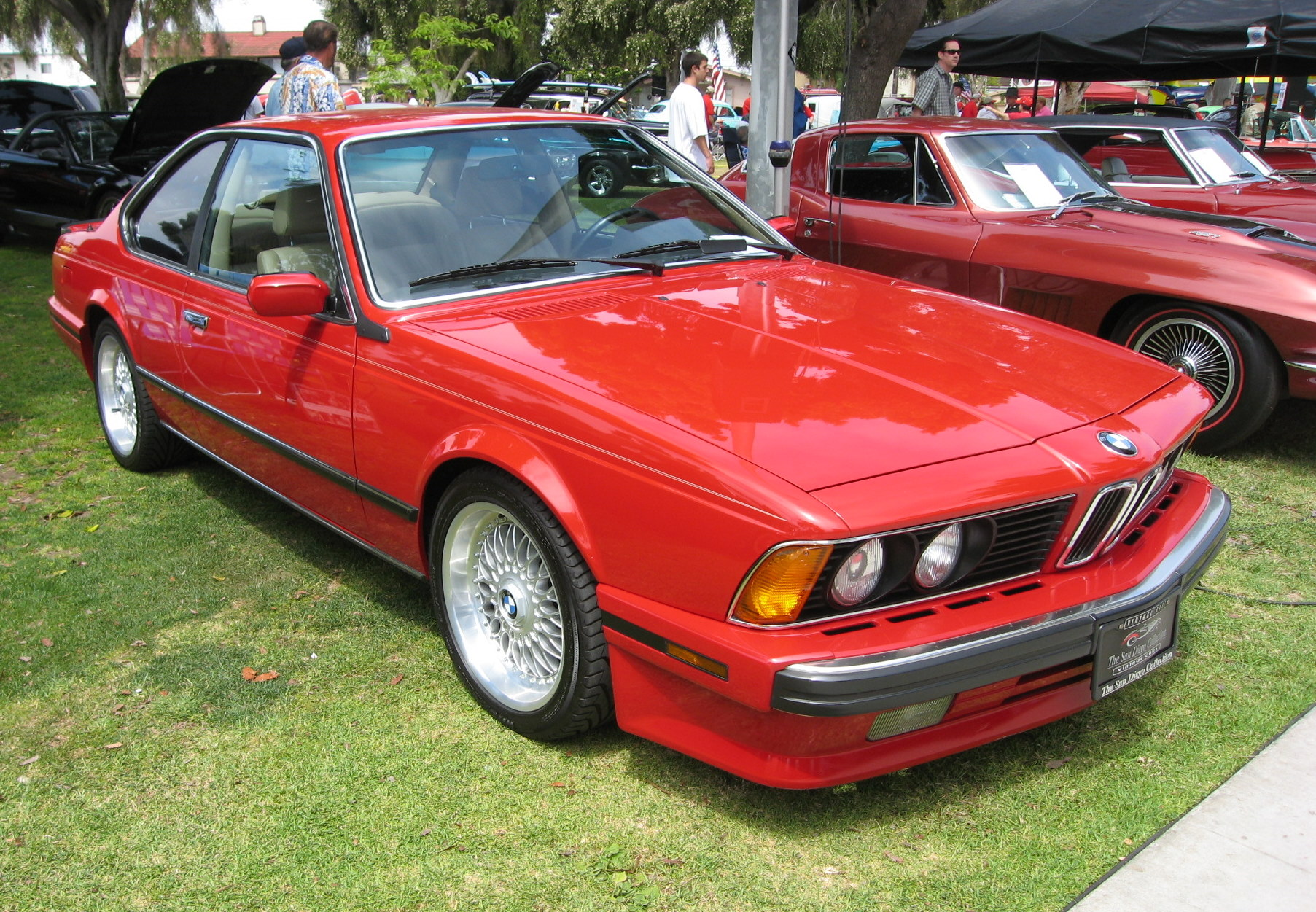

ب‌ام‌و ام۶ (BMW M6) خودرویی است که در سال‌های ۱۹۸۳ تا اکنون تولید شده‌است.

## مشخصات
این خودرو زیبا نیروی خود را از یک موتور ۸ سیلندر ۴٫۴ لیتری تویین پاور توربو به قدرت ۶۰۰ اسب بخار و گشتاور ۷۰۰ نیوتون متر بهره می‌برد. این نیرو از طریق گیربکس ۷ سرعته دو کلاچه بدست می‌آید. رینگ‌های آلیاژ سبک و ۲۰ اینچی که از طرح ۵ پره دوبل بهره می‌برد نیز به زیبایی آن افزوده است.
طراحی جالب داخل خودرو هم باید مد نظر قرار دهیم. تودوزی تمام چرم با دوخت بسیار عالی آن جلوه‌ای باور نکردنی به آن بخشیده است.
همچنین عبارت M6 Competition روی رکاب درها حک شده است. تمام نوارهای تزئینی از الیاف کربن ساخته شده است. صندلی‌های چند منظوره برای راننده و شاگرد و سامانه نمایش اطلاعات روی شیشه جلو از جمله تجهیزات استاندارد این خودرو به شمار می‌رود.
همچنین سامانه صوتی هارمن کاردون و سامانه بنگ اند اولافسن به همراه ۱۶ بلندگو و توان ۱۲۰۰ وات تجربه خارق‌العاده‌ای خواهید داشت. بر اساس اعلام شرکت بی ام و، این خودرو با قیمت ۱۷ هزار و ۷۰۰ یورو به فروش می‌رسد.